# 5-Brom-4-chlor-3-indoxyl-β-D-galactopyranosid
5-Brom-4-chlor-3-indoxyl-β-D-galactopyranosid, auch X-Gal genannt, ist ein synthetisches Glycosid, das als chromogenes Substrat für das Enzym β-Galactosidase verwendet wird.

## Eigenschaften
Das Enzym β-Galactosidase hydrolysiert X-Gal zu Galactose und 5-Brom-4-chlor-indoxyl (5-Brom-4-chlor-3-hydroxyindol). Das 5-Brom-4-chlor-indoxyl wird vom Sauerstoff der Luft zu einem unlöslichen, tiefblauen Farbstoff, dem 5,5'-Dibrom-4,4'-dichlor-indigo, oxidiert.

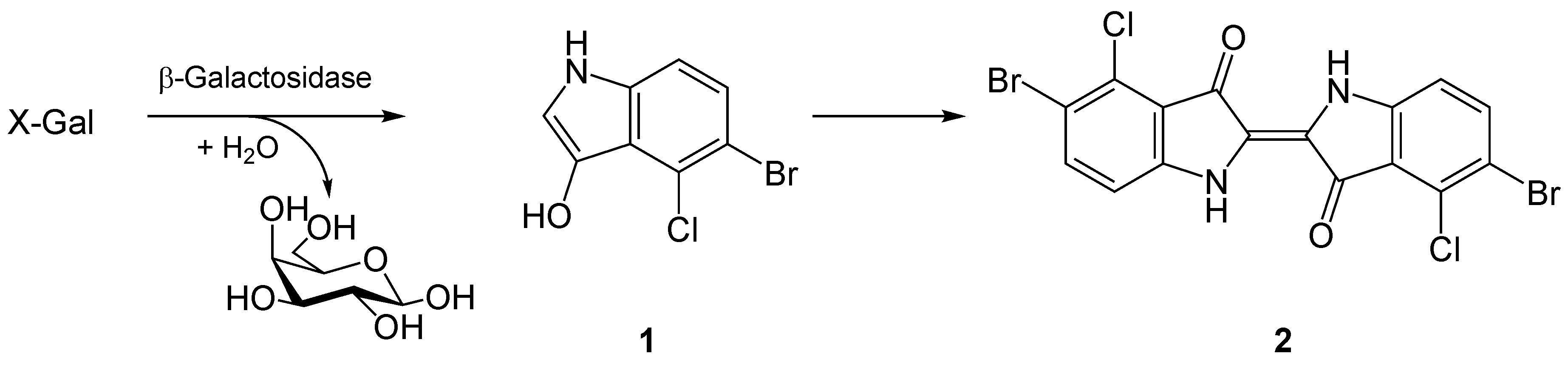
Enzymatische Spaltung der X-Gal führt zur Bildung von 5-Brom-4-chlor-indoxyl (1). Dieses bildet nach Oxidation an der Luft und Dimerisierung den blauen Farbstoff 5,5'-Dibrom-4,4'-dichlor-indigo (2).

## Verwendung
Der blaue Farbstoff, der aus X-Gal entsteht, ist unlöslich und eignet sich nicht für quantitative spektroskopische Messungen. Zur quantitativen Bestimmung der Aktivität der β-Galactosidase eignet sich der ONPG-Test.

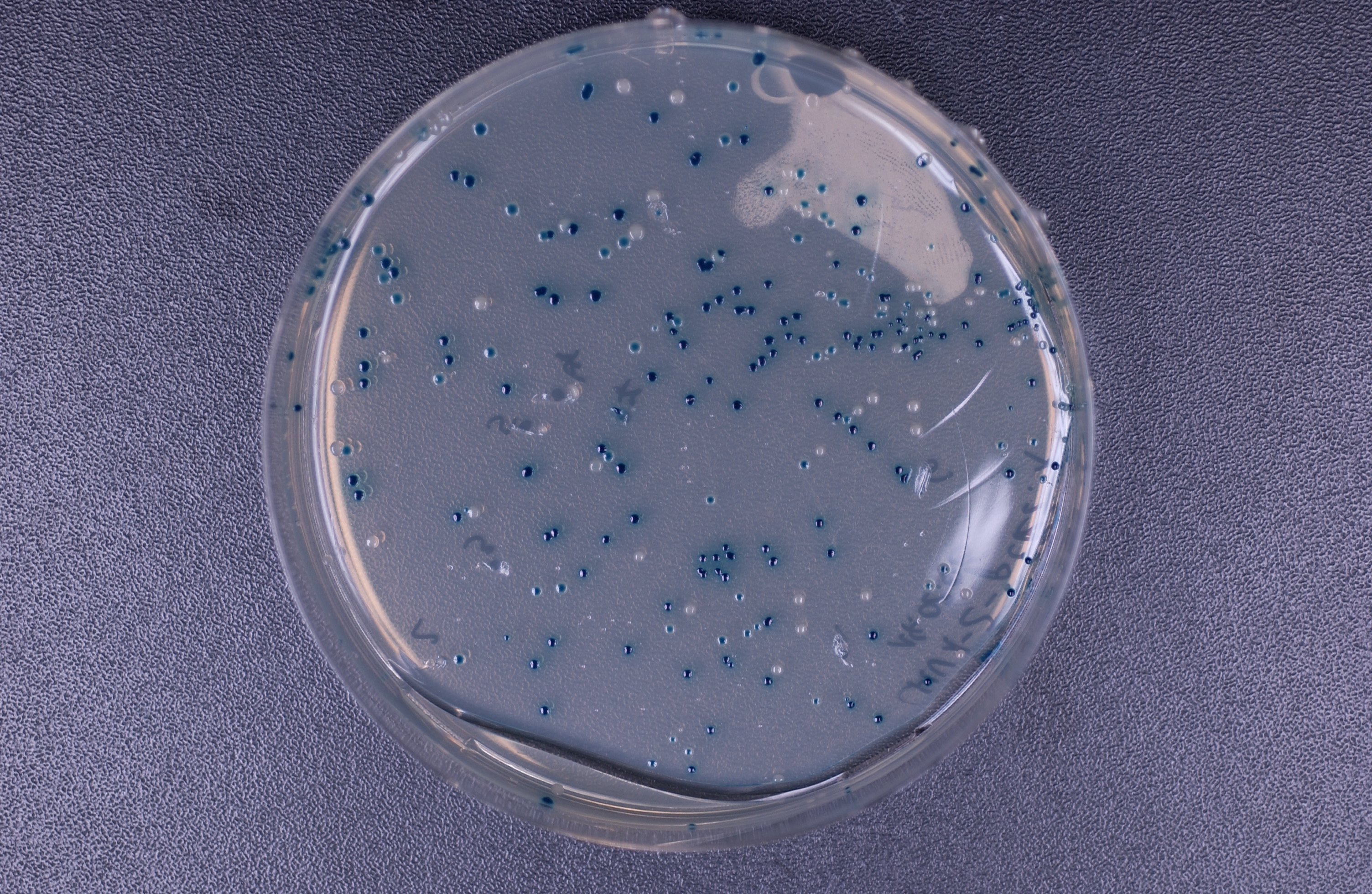
Blau-Weiß-Selektion von Bakterien-Kolonien auf Agarplatten, die X-Gal enthalten.

In der Gentechnik wird X-Gal zur Blau-Weiß-Selektion bei der Klonierung rekombinanter Plasmide  verwendet. X-Gal kommt auch in der Histochemie in Kombination mit β-Galactosidase als Reportergen zum Einsatz, um die Aktivität anderer Gene zu untersuchen. Die Reportergen-Technik wird bei kultivierten Zellen, Geweben oder auch ganzen Organismen eingesetzt.
Andere chromogene β-Galactosidase-Substrate:
- 5-Brom-3-indolyl-β-D-galactopyranosid (Blue-Gal, Bluo-Gal)
- 6-Chlor-3-indolyl-β-D-galactopyranosid (Y-Gal, Red-Gal, Rose-Gal, Salmon-Gal)
- 5-Iod-3-indolyl-β-D-galactopyranosid (Purple-Gal)
- 5-Brom-6-chlor-3-indolyl-β-D-galactopyranosid (Magenta-Gal)
- N-Methylindolyl-β-D-galactopyranosid (Green-Gal)

Fluorogenes β-Galactosidase-Substrat:
- 4-Methyl-umbelliferyl-β-D-galactopyranosid (MUG) (λex = 365 nm, λem = 455 nm)